# Боснія і Герцеговина на літніх Олімпійських іграх 2000
Боснія і Герцеговина брала участь в літніх Олімпійських іграх 2000 року у Сіднеї (Австралія) втретє за свою історію. Олімпійська збірна країни складалася з 9 спортсменів (7 чоловіків та 2 жінок), які взяли участь у 4 видах спортивних змагань: з легкої атлетики, дзюдо, стрільби і плавання. Прапороносцем на церемонії відкриття був стрибун у висоту Елвір Крехмич. Країна не завоювала жодної медалі.

## Легка атлетика
Чоловіки
Трекові дисципліни
| Атлет           | Змагання | Фінал     | Фінал   |
| Атлет           | Змагання | Результат | Позиція |
| --------------- | -------- | --------- | ------- |
| Джюро Коджо     | марафон  | 2:39:14   | 78      |
| Желько Петрович | марафон  | 2:38:29   | 76      |

Польові змагання
| Атлет         | Дисципліна       | Кваліфікація | Кваліфікація | Фінал      | Фінал      |
| Атлет         | Дисципліна       | Результат    | Місце        | Результат  | Місце      |
| ------------- | ---------------- | ------------ | ------------ | ---------- | ---------- |
| Елвір Крехмич | стрибки у висоту | 2.24         | =14          | Не пройшов | Не пройшов |

Жінки
Трекові дисципліни
| Атлетка    | Змагання | Гіт       | Гіт   | Чвертьфінал | Чвертьфінал | Півфінал   | Півфінал   | Фінал      | Фінал      |
| Атлетка    | Змагання | Результат | Місце | Результат   | Місце       | Результат  | Місце      | Результат  | Місце      |
| ---------- | -------- | --------- | ----- | ----------- | ----------- | ---------- | ---------- | ---------- | ---------- |
| Діяна Коїч | 400 м    | 55.61     | 7     | Не пройшла  | Не пройшла  | Не пройшла | Не пройшла | Не пройшла | Не пройшла |

## Дзюдо
Жінки
| Спортсменка | Категорія | 1/32                             | 1/16                  | Чвертьфінал           | Півфінал              | Repechage 1           | Repechage 2           | Repechage 3           | Фінал                 | Фінал      |
| Спортсменка | Категорія | Супротивник Результат            | Супротивник Результат | Супротивник Результат | Супротивник Результат | Супротивник Результат | Супротивник Результат | Супротивник Результат | Супротивник Результат |            |
| ----------- | --------- | -------------------------------- | --------------------- | --------------------- | --------------------- | --------------------- | --------------------- | --------------------- | --------------------- | ---------- |
| Аріяна Яха  | до 52 кг  | Лурембам Броджешорі Деві (IND) L | Не пройшла            | Не пройшла            | Не пройшла            | Не пройшла            | Не пройшла            | Не пройшла            | Не пройшла            | Не пройшла |

## Стрільба
Чоловіки
| Спортсмен       | Дисципліна                        | Кваліфікація | Кваліфікація | Фінал      | Фінал      |
| Спортсмен       | Дисципліна                        | Бали         | Місце        | Бали       | Місце      |
| --------------- | --------------------------------- | ------------ | ------------ | ---------- | ---------- |
| Неджад Фазлія   | пневматична гвинтівка, 10 м       | 591          | 8 Q          | 692.7      | 6          |
| Неджад Фазлія   | гвинтівка, лежачи, 50 м           | 590          | 34           | Не пройшов | Не пройшов |
| Неджад Фазлія   | гвинтівка на трьох позиціях, 50 м | 1132         | 41           | Не пройшов | Не пройшов |
| Зоран Новакович | трап                              | 109          | =23          | Не пройшов | Не пройшов |

## Плавання
Чоловіки
| Спортсмен     | Дисципліна           | Кваліфікація | Кваліфікація | Фінал      | Фінал      |
| Спортсмен     | Дисципліна           | Час          | Місце        | Час        | Місце      |
| ------------- | -------------------- | ------------ | ------------ | ---------- | ---------- |
| Янко Гойкович | батерфляй, 100 м     | 55.55 NR     | =39          | Не пройшов | Не пройшов |
| Желько Панич  | вільний стиль, 100 м | 52.40        | 49           | Не пройшов | Не пройшов |